# Visera de crupier

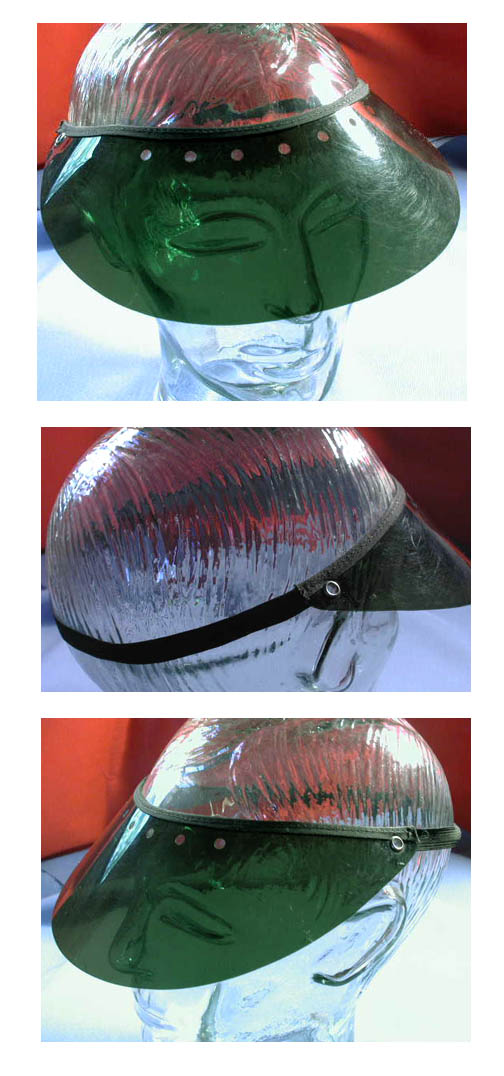
Visera de crupier verde

Las viseras de crupier o de comerciante son un tipo de visera utilizadas con mayor frecuencia desde finales del siglo XIX hasta mediados del siglo XX por crupieres, contables, telegrafistas, copisteros y demás personas dedicadas a ocupaciones orientadas a una fijación visual, que requiera una concentración intensiva en detalles visuales, para disminuir así la fatiga visual. Esto era más necesario en el pasado, debido al efecto de las luces incandescentes y velas que se utilizaban, las cuales podían resultar perjudiciales a la vista forzando los ojos durante una exposición y tiempo excesivos (por el mismo motivo, las clásicas lámparas de banquero y flexos tenía una pantalla verde recubriendo la bombilla). Esta visera se asocia a las actividades mencionadas anteriormente ya que las personas que solían usarlas eran trabajadores en casinos, como repartidores de póquer, o personal dedicado a gestión, como administradores del banco o gente dedicada a la contabilidad, auditoría, economía y elaboración de presupuestos.
Este tipo de viseras solían estar hechas de un celuloide transparente de color verde oscuro o azul verdoso, dando una tonalidad aguamarina. Aunque también se usaba cuero y papel para hacer la parte de la visera. Un fabricante, Featherweight Eyeshade Company, describió su producto como «saludable, de color particularmente relajante para los ojos». Su popularidad entre las profesiones de administración se ha reducido, ya que se han desarrollado filtros para los dispositivos digitales y lámparas con LED e intensidad regulable, pero conserva su gran popularidad entre las comunidades de juegos de azar.
Muchos productores, como William Mahony, recibieron patentes por sus diseños.

## En la cultura popular
La Sociedad de Periodistas Profesionales reconoce anualmente a los periodistas merecedores que trabajan en el sur de Estados Unidos con su Premio de la Visera a la Excelencia en Periodismo.
El color de la visera, que siempre suele ser verde, se asocia subliminalmente o a modo de sinécdoque a personas que están excesivamente preocupadas por asuntos financieros.
Este tipo de visera fue un objeto promocional en el videojuego Team Fortress 2, haciendo aparición en dicho juego y también en Poker Night at the Inventory, portada siempre por el mismo personaje.

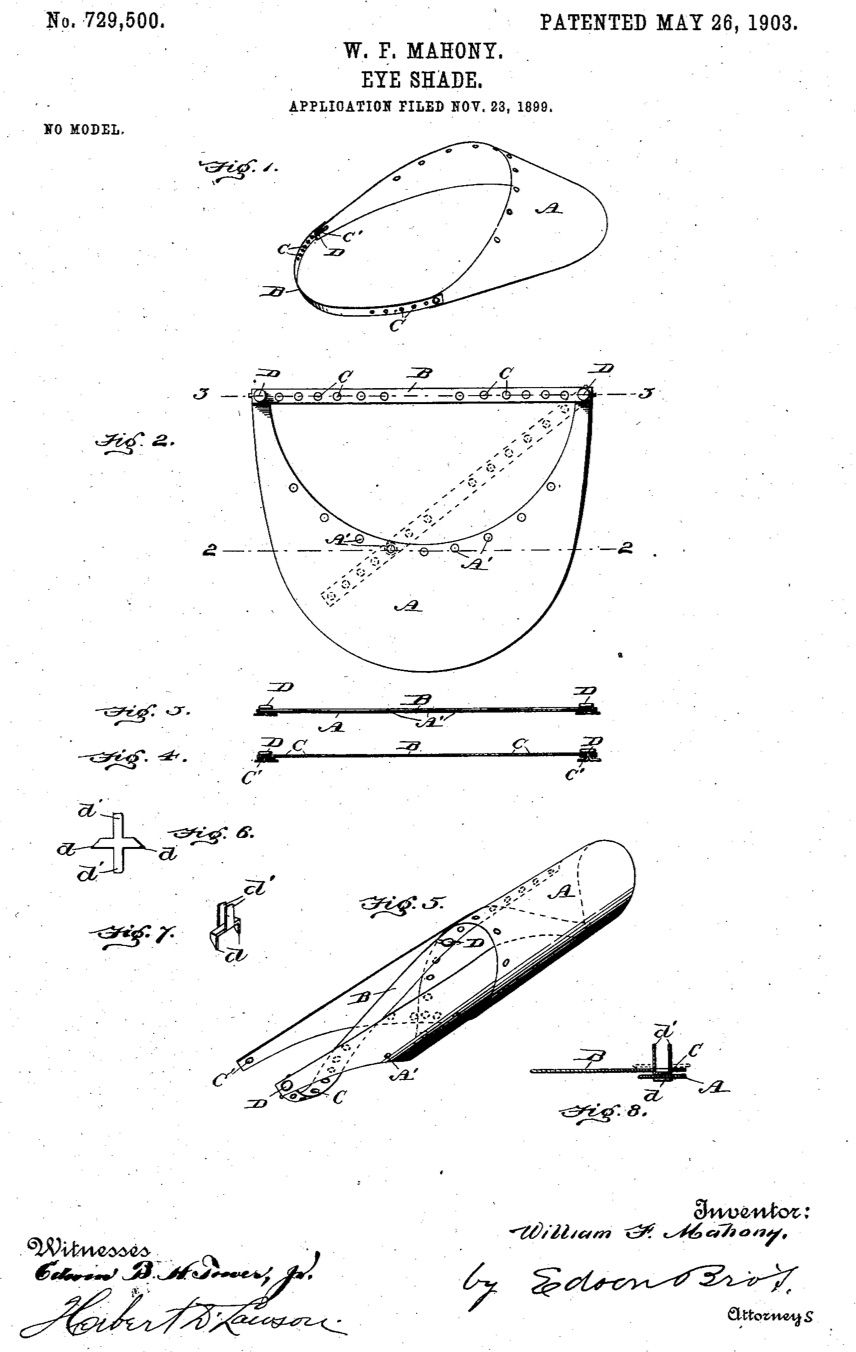
Patente de la visera de W. F. Mahony en 1903.